# Происшествие с C-47 на Таймыре
Происшествие с C-47 на Таймыре — авиационное происшествие, случившееся во вторник 22 апреля (встречаются данные, что 13 апреля) 1947 года на полуострове Таймыр, когда пассажирский самолёт Douglas C-47-DL компании Аэрофлот совершил в тундре вынужденную посадку. Жертвами происшествия официально стали 9 человек, которые пропали без вести, уйдя за помощью.

## Самолёт
Douglas C-47-DL Skytrain с заводским номером 9118 был выпущен на заводе в Лонг-Бич (штат Калифорния) и 24 февраля 1943 года под регистрационным номером 42-32892 поступил в американские ВВС. По ленд-лизу самолёт передали в Советский Союз, где 12 марта он поступил в советские ВВС уже под регистрационным номером СССР-Н-328. Изначально он относился к 7-му Перегоночному авиационному полку 1-й Перегоночной авиационной дивизии, но уже 16 апреля того же (1943) года был передан Управлению полярной авиации, где выполнял ледовую разведку, преимущественно в Карском море. 
С 1945 года он по имеющимся данным эксплуатировался уже в Чукотской авиагруппе полярной авиации, вероятно, под бортовым номером СССР-А-3072. 
На момент происшествия он уже относился к 26-му транспортному авиационному отряду Красноярского территориального управления гражданского воздушного флота и, возможно, имел регистрационный номер СССР-Л1204.

## Экипаж
- Командир воздушного судна — 36-летний Тюриков, Максим Дмитриевич. Лётный стаж 15 лет, выпускник Хабаровской школы пилотов. В прошлом летал в Енисейской авиагруппе Главного управления Северного морского пути, где считался одним из лучших пилотов. Был награждён орденом Красной Звезды (1944 г.), знаком «Почётный полярник» (1943 г.), медалями «За оборону Советского Заполярья», «За доблестный труд в Великой Отечественной войне 1941—1945 гг.».
- Второй пилот — Аношко С. Л.
- Бортмеханик — Писмарев В. А.
- Бортрадист Смирнов А. Д.
- Механик — Шехаданов Н. В.

## Вынужденная посадка
Ранее днём самолёт выполнил пассажирский рейс из Красноярска в Косистый, после чего его начали готовить к обратному рейсу — в Красноярск с промежуточными остановками в Хатанге, Дудинке и Туруханске. 
В 19:25 МСК с 28 пассажирами (по другим данным, пассажиров было 32; в Косистом на борт посадили пятерых заключенных – этого потребовали милицейские чиновники) и 5 членами экипажа на борту лайнер вылетел в Хатангу. Но спустя 33 минуты после вылета, в 19:58, с самолёта передали об отказе левого двигателя. Последний радиообмен с бортом Л1204 был в 21:30 МСК, после чего связь прервалась. Поиски исчезнувшего борта длились почти три недели, пока 11 мая экипаж Ф. Шатрова не обнаружил его с воздуха в 180 километрах северо-западнее деревни Волочанка, а возле него и выживших людей, у которых наблюдались признаки небольшого обморожения лица и рук (преимущественно у детей).
Экипаж Тюрикова совершил аварийную посадку посреди тундры, при этом никто на борту не погиб. Однако с момента происшествия прошло уже несколько дней, а помощь всё не приходила, поэтому 26 апреля командир Тюриков, взяв с собой ещё восьмерых человек (бортрадиста, бортмеханика и 6 пассажиров, либо бортрадиста и 7 пассажиров, включая четверых заключенных), отправился за помощью. Этих 9 человек больше никто не видел, и их объявили погибшими. Все остальные 24 человека (либо 28, с  пассажирами остались и несколько заключенных) выжили и были доставлены самолётами в Волочанку. 
23 октября 1953 года оленевод Сахатин в 120 километрах к юго-западу от места происшествия и близ истока реки Шайтан обнаружил скелет человека, при котором находились документы на имя Тюрикова — командира самолёта. О судьбе остальных восьмерых членах группы ничего не известно.
Сам борт Л1204, по имеющимся данным, разобран на части и в августе-сентябре 2016 года производится его транспортировка в г. Красноярск.